# Episodi di Great Teacher Onizuka (serie televisiva 1998)
La serie live action Great Teacher Onizuka, ispirata all'omonimo manga, è stata trasmessa in Giappone da Fuji TV dal 7 luglio al 22 settembre 1998.
In Italia è inedita.
| Nº          | Giapponese 「Kanji」 - Rōmaji                                                      | In onda           | In onda |
| Nº          | Giapponese 「Kanji」 - Rōmaji                                                      | Giapponese        |         |
| GREAT 1     | 「いち教師です」 - Ichi kyōshi desu                                                | 7 luglio 1998     |         |
| GREAT 2     | 「変態教師とマドンナ教師」 - Hentai kyōshi to madon'na kyōshi                      | 14 luglio 1998    |         |
| GREAT 3     | 「問題教師です」 - Mondai kyōshi desu                                              | 21 luglio 1998    |         |
| GREAT 4     | 「アイドルで金もうけ」 - Idol (Aidoru) de kanemōke                                 | 28 luglio 1998    |         |
| GREAT 5     | 「ストーカー教師です」 - Stalker (Sutōkā) kyōshi desu                              | 4 agosto 1998     |         |
| GREAT 6     | 「生徒の母親に手を出す危ない教師」 - Seito no hahaoya ni tewodasu abunai kyōshi    | 11 agosto 1998    |         |
| GREAT 7     | 「援助交際する教師」 - Enjo kōsai suru kyōshi                                      | 18 agosto 1998    |         |
| GREAT 8     | 「二学期の始業式にクビになる教師」 - Nigakki no shigyō-shiki ni kubininaru kyōshi  | 25 agosto 1998    |         |
| GREAT 9     | 「生徒を無理やり退学させる教師」 - Seito o muriyari taigaku sa seru kyōshi         | 1º settembre 1998 |         |
| GREAT 10    | 「冬月の部屋に泊まり興奮する教師」 - Fuyutsuki no heya ni tomari kōfun suru kyōshi | 8 settembre 1998  |         |
| GREAT 11    | 「美人看護婦にしかられる暴力教師」 - Bijin kangofu ni shikara reru bōryoku kyōshi  | 15 settembre 1998 |         |
| FINAL GREAT | 「グレートなティーチャーです」 - Great (Gurēto) na Teacher (Tīchā) desu            | 22 settembre 1998 |         |